# 小行星6695
小行星6695（6695 Barrettduff）是一颗绕太阳运转的小行星，为主小行星带小行星。该小行星于1986年8月1日发现。

## 轨道参数
小行星6695的轨道半长轴为2.6068409 UA，离心率为0.205。